# Stéphane Bergès
Stéphane Bergès (Senlis, 9 januari 1975) is een voormalig Frans wielrenner. Hij was actief van 1997 tot en met 2006 en was voornamelijk een knecht.

## Overwinningen
2000
- 3e etappe Tour Down Under

2003
- 2e etappe Ronde van Wallonië

## Resultaten in voornaamste wedstrijden
| Jaar | Ronde van Italië | Ronde van Frankrijk | Ronde van Spanje |
| ---- | ---------------- | ------------------- | ---------------- |
| 1999 |                  |                     |                  |
| 2001 |                  | 135e                |                  |
| 2002 |                  | 150e                | opgave           |
| 2003 |                  |                     |                  |
| 2004 |                  |                     | opgave           |
| 2005 |                  |                     |                  |
| 2006 |                  |                     |                  |

| Jaar | Parijs-Roubaix | Parijs-Brussel |
| ---- | -------------- | -------------- |
| 1999 |                |                |
| 2001 |                |                |
| 2002 |                |                |
| 2003 |                | 19e            |
| 2004 | 83e            |                |
| 2005 |                | 117e           |
| 2006 | 94e            | 40e            |